# Rámování (výtvarné umění)

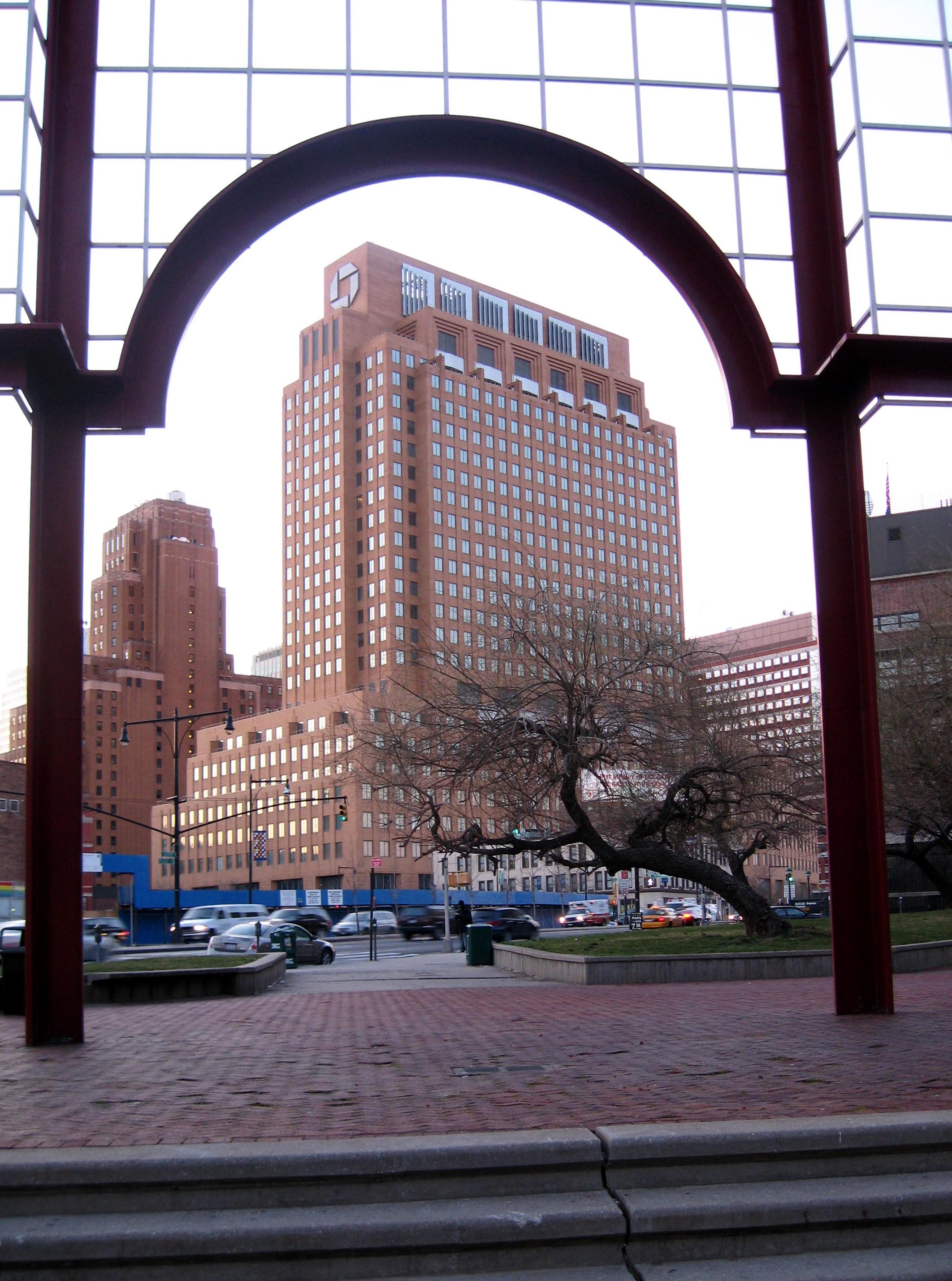
Vzdálenější budova orámovaná bližším portálem

Ve fotografii, filmu a obecně ve výtvarném umění se při komponování obrazu využívá metoda rámování. Jedná se o techniku, která soustředí divákovu pozornost na vybraný objekt.

## Popis
Rámování subjektu slouží dvojímu účelu. Pozitivně působí na estetickou funkci obrazu a udržuje pozornost diváka na zarámovaný objekt, případně více objektů. Může být také použit podobně jako repoussoir, který podobně vede oči diváka na důležitý prvek ve scéně. Dodává obrazu hloubku a navíc je dobré, když rám samotný souvisí s tím co je na obrazu. Při nezajímavé velké ploše je vhodné doplnit prostor nějakým předmětem. Například zabírá-li na snímku velký prostor nezajímavá obloha, využijeme větev a podobně.
Rámování obrazu ovlivňuje prostorovou kompozici:
- Uzavřený prostor je kompozičně z obou stran uzavřený snímek. Například vysokými stromy.

- Otevřený prostor je kompozičně neuzavřený snímek, kde horizont ubíhá do stran, takzvaně „pokračuje mimo snímek“. Obraz může být na jedné straně uzavřený například stromem nebo vysokou budovou. Podobně působí, když je tonalita snímku na jedné straně světlejší.

Populární rámovací technika je záměrné využití vinětace.
Pokud se nepodaří zakomponovat rám přirozenými prvky v obrazu, lze doplnit rámeček v počítačovém programu, případně jej vhodně adjustovat nalepením na světlý nebo tmavý podklad. Stále platí princip kontrastu, přičemž světlé oblasti rámuje tmavou a obráceně.

## Galerie

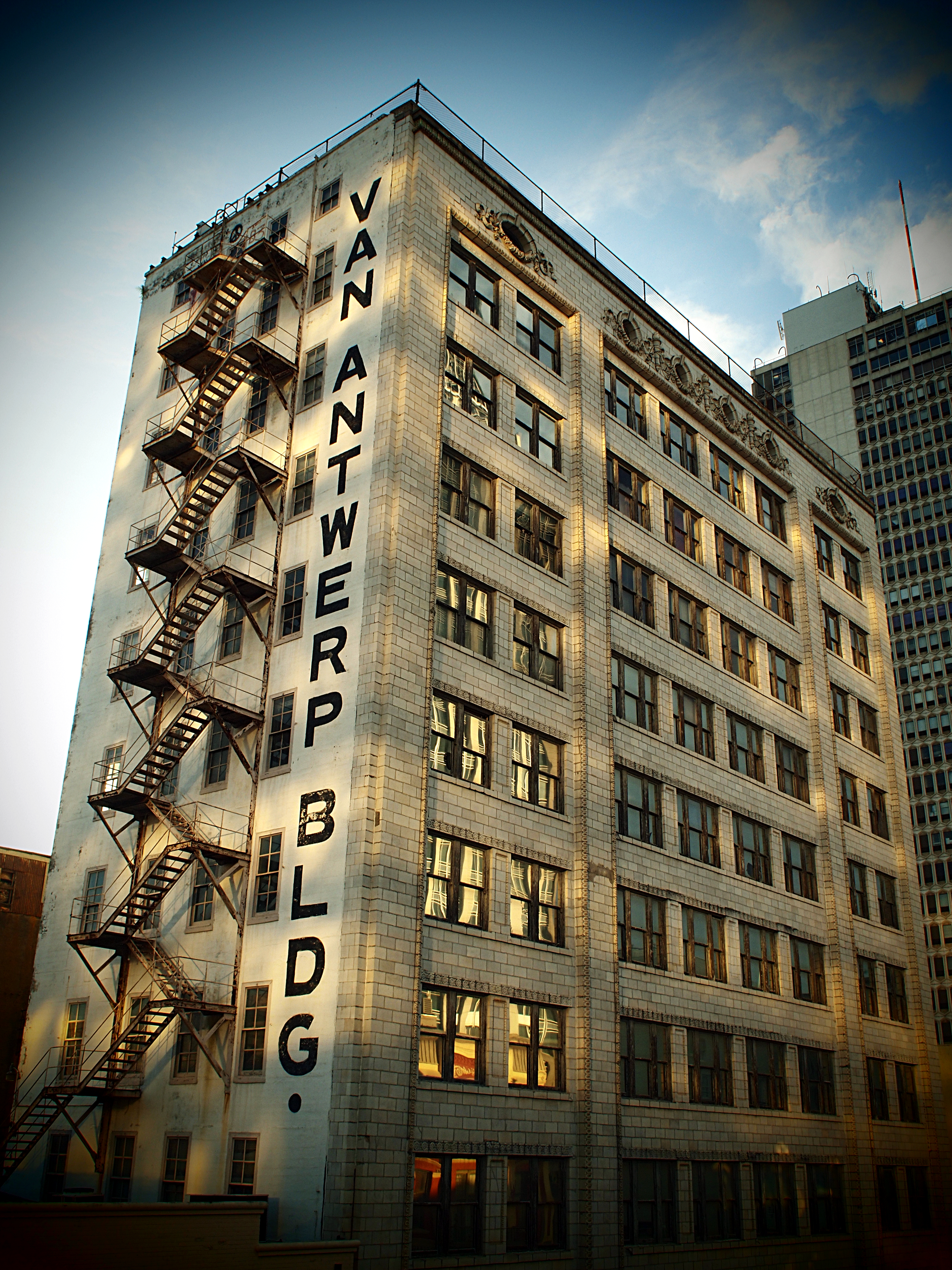
Rámování vinětací - ztmavením okrajů snímku
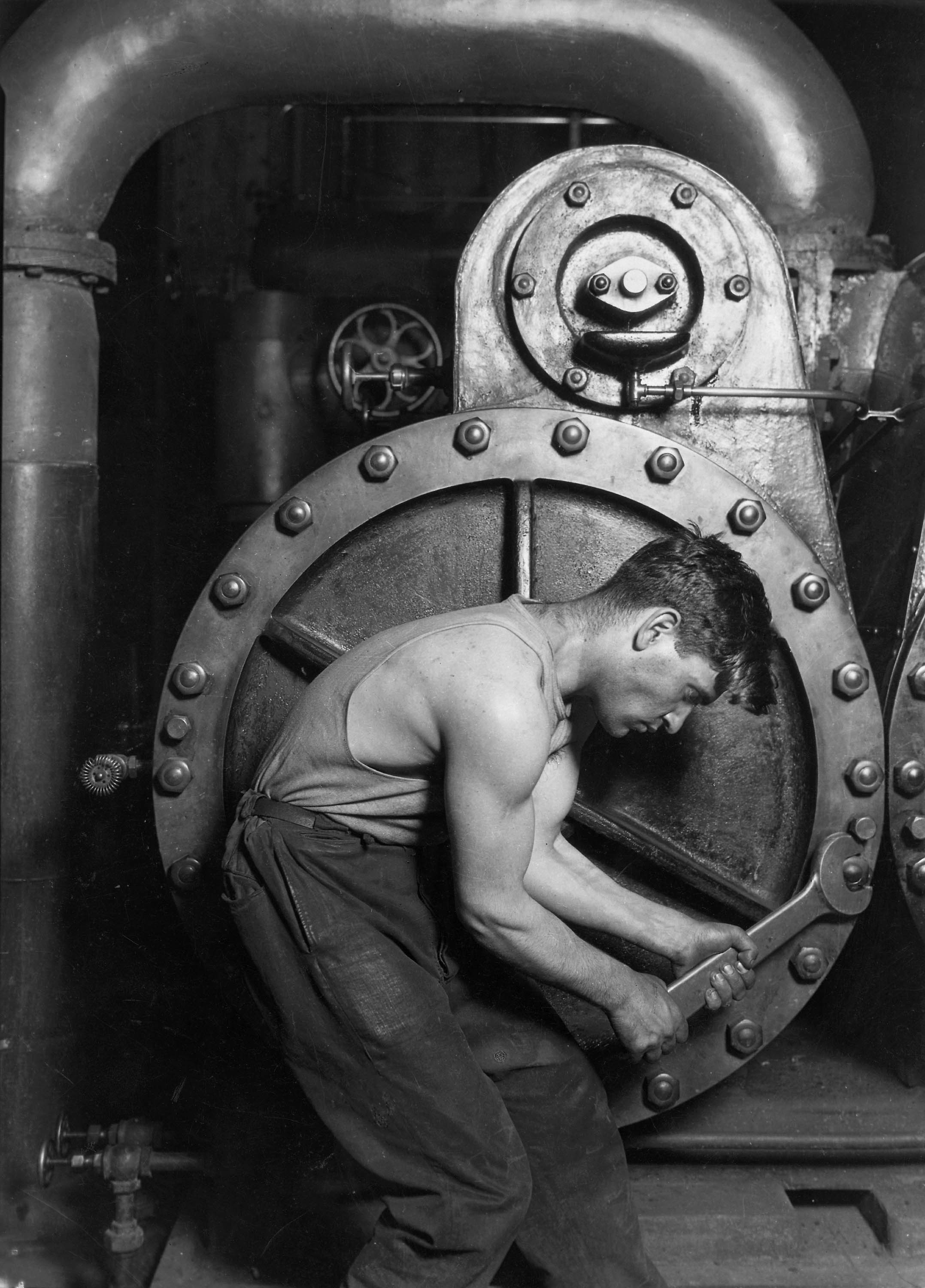
Lewis Hine zarámoval vhodně amerického dělníka
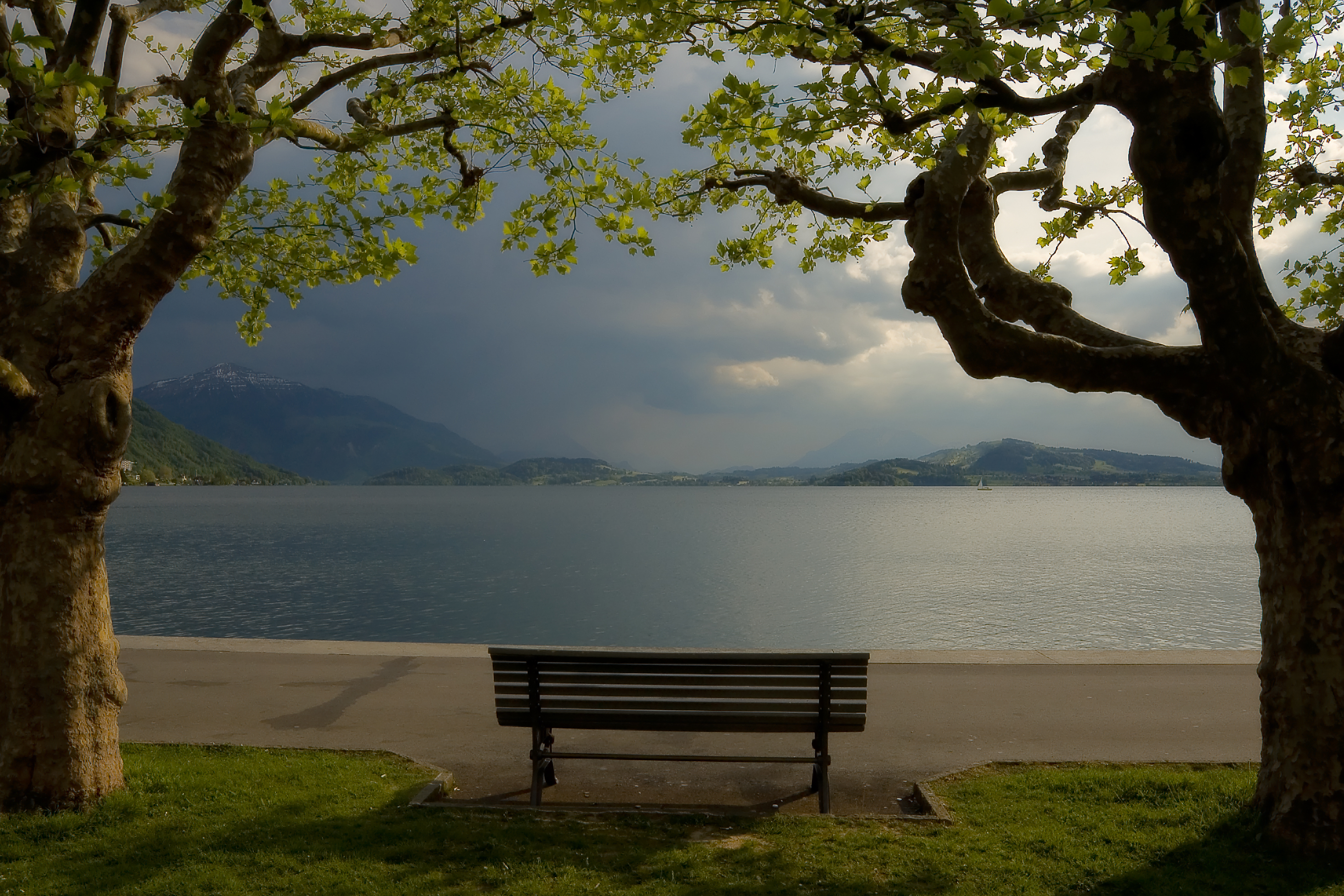
Uzavření prostoru zleva a zprava
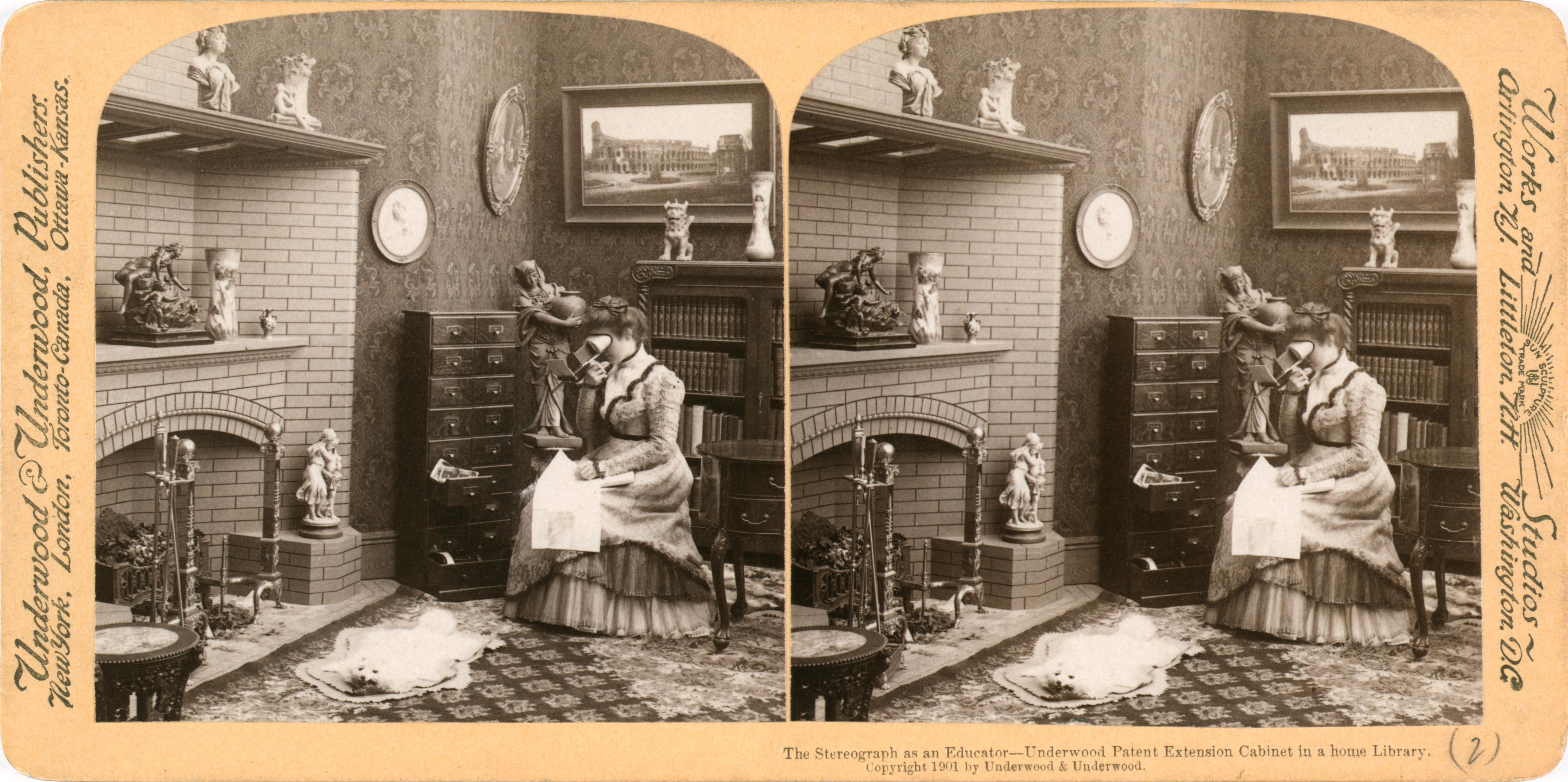
Underwood & Underwood lepila své prostorové fotografie na kartonový papír, který obraz ohraničoval
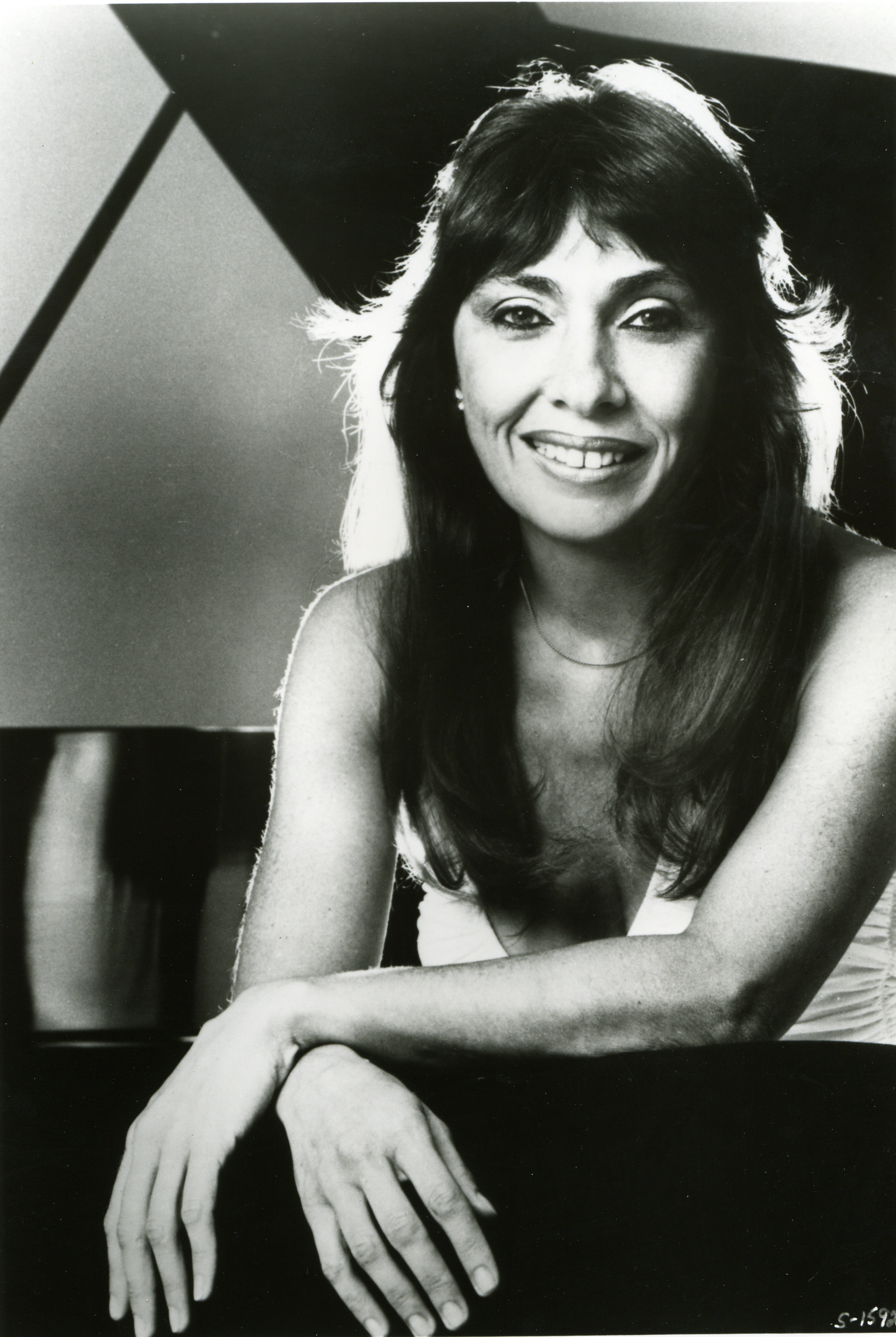
Fotograf využil princip kontrastu – střídání tonalit: tmavá-světlá-tmavá
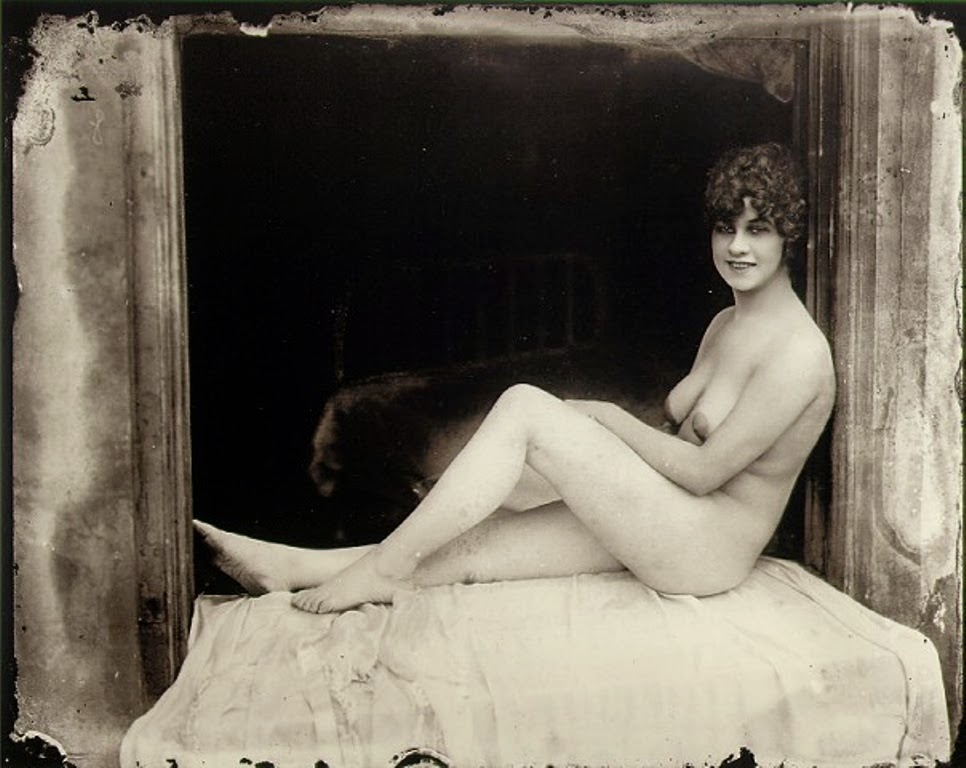
Ernest James Bellocq: Akt
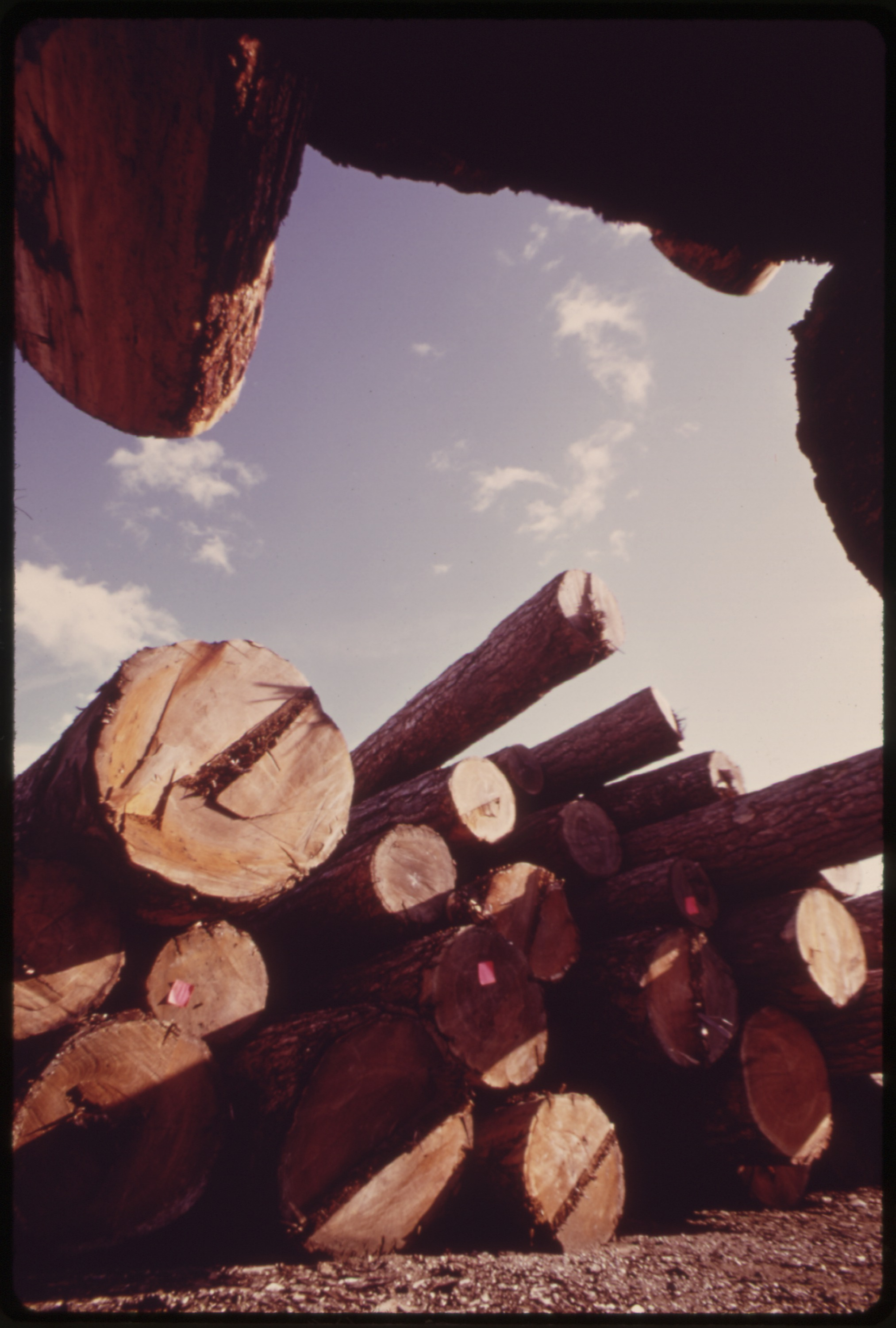
Doug Wilson: Skládka dřeva, projekt Documerica, archiv NARA, 1973